# San Felice di Pistoia
San Felice di Pistoia fu un eremita vissuto nel IX secolo vicino a Pistoia. Di lui si sa ben poco. Nel 1414 furono rinvenute le sue reliquie nella  cattedrale di Pistoia e furono collocate in un'urna marmorea conservata oggi nel Museo della cattedrale. 
Viene celebrata la sua memoria il 26 agosto. A Pistoia, nell'omonimo quartiere, vi è una chiesa a lui dedicata.